# Sprühwäscher
Ein Sprühwäscher, Waschturm, Sprühturm oder auch Düsenwäscher ist ein Apparat zum Stoffaustausch und zur Wärmeübertragung zwischen strömenden Gasen und Flüssigkeiten. Sprühwäscher sind die älteste Bauform der Gaswäscher und werden insbesondere zur Abgasreinigung eingesetzt.

## Funktionsweise

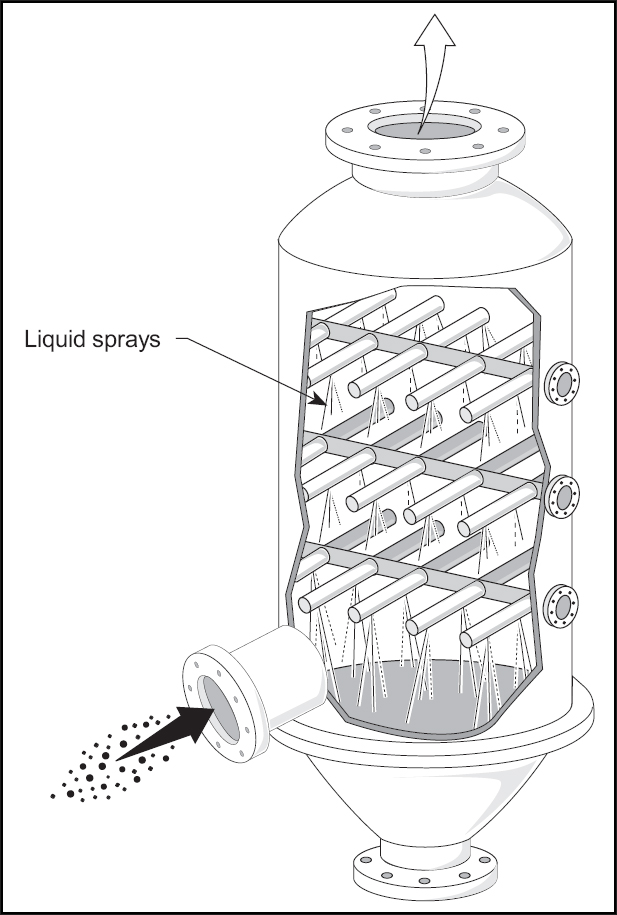
Funktionsprinzip eines im Gegenstrom betriebenen Sprühwäschers

Ein Sprühwäscher ist im Wesentlichen ein zylindrischer Behälter, in dem in einer oder in mehreren Ebenen Sprühdüsen eingebaut sind, mit denen das den Behälter durchströmende Gas befeuchtet wird. Die Anzahl und Anordnung der Düsen richtet sich nach dem Behälterdurchmesser. Der Behälter ist weitgehend frei von Einbauten, sodass die entstehenden Tropfen ungehindert nach unten fallen können. An der Phasengrenzfläche zwischen Tropfen und Gas findet der Wärme- und Stoffaustausch statt. Die Partikelabscheidung erfolgt durch Anlagerung der Partikel an die Tropfen aufgrund von Trägheitskräften. Die Gasführung kann sowohl im Gleich- als auch im Gegenstrom erfolgen. Ein Tropfenabscheider am Ausgang der Gasstrecke verhindert den Austrag von Waschflüssigkeit.
Die Strömungsgeschwindigkeiten im Gegenstromsprühwäscher bewegen sich in der Regel zwischen 1 m/s und 4 m/s bei Verweilzeiten zwischen 10 s bis 30 s. Der Druckverlust in Sprühwäschern bewegt sich zwischen 100 Pa und 200 Pa. Die im Vergleich zu anderen Wäschern längere Verweilzeit begünstigt Diffusionsvorgänge.

## Einsatz
Sprühwäscher werden zur Entfernung von gas- oder partikelförmigen Schad- oder Störstoffen aus Ab- oder Prozessgasen eingesetzt. Submikrone Partikel, also Partikel mit einem Durchmesser kleiner als ein Mikrometer, werden durch Sprühwäscher aufgrund der geringen Relativgeschwindigkeit zwischen Gas und Flüssigkeit allerdings kaum abgeschieden. Als typischer Anwendungsfall für Sprühwäscher kann die Rauchgasentschwefelung bei fossil befeuerten Kraftwerken betrachtet werden. Auch die oxidierende Wäsche von Klärgasen wird häufig mithilfe von Sprühwäschern betrieben. In Kombination mit Elektrofiltern werden Sprühwäscher als sogenannte Nass-Elektrofilter betrieben.
Eine weitere Einsatzmöglichkeit für Sprühwäscher ist die Gaskühlung, insbesondere das schnelle Abkühlen heißer Gase (Quenchen). Das Prinzip des Sprühwäschers findet darüber hinaus auch Anwendung bei der Konditionierung der Zuluft von Klimaanlagen.